# Iso Rivolta

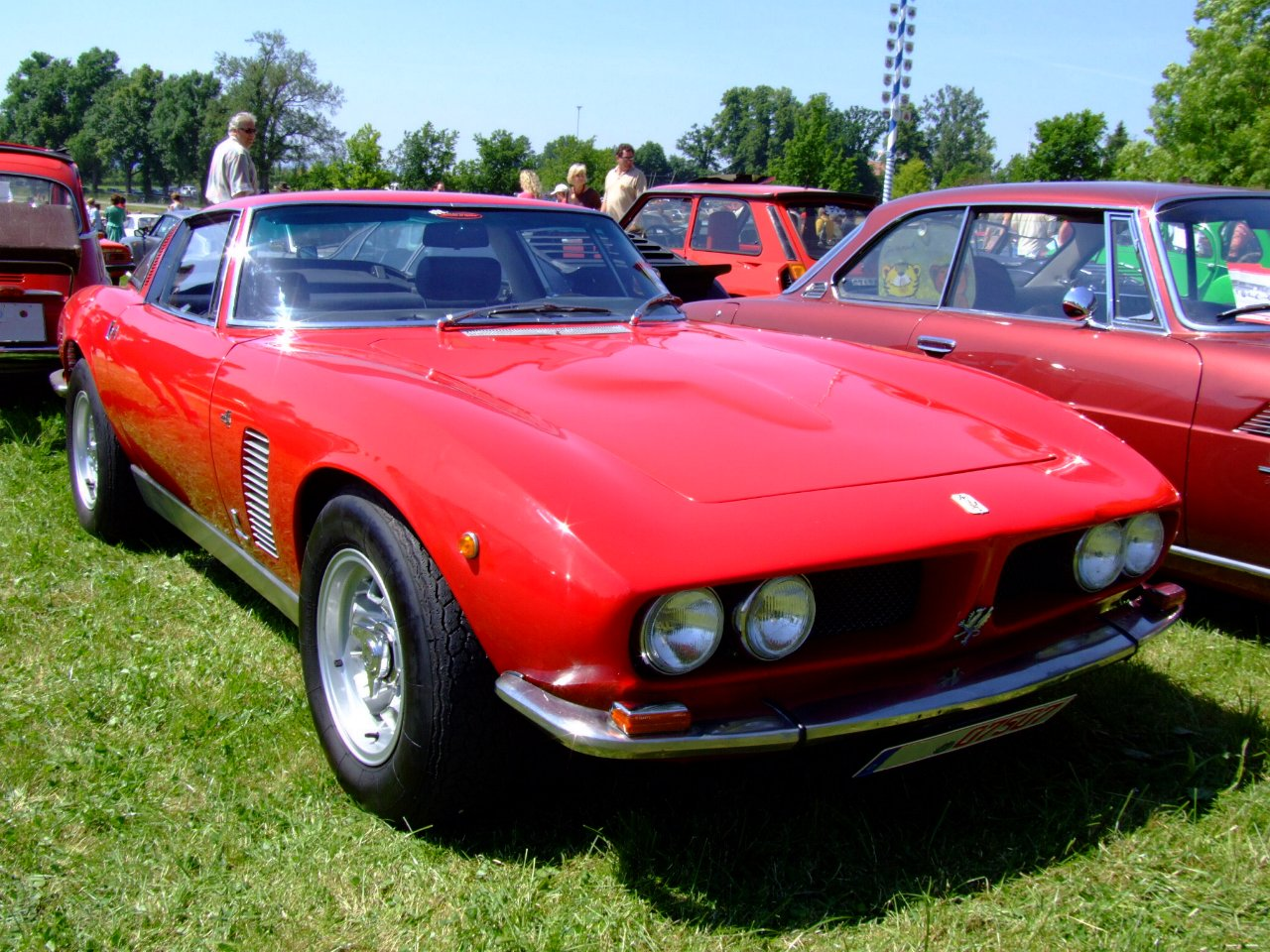
Iso Grifo (Serie I)

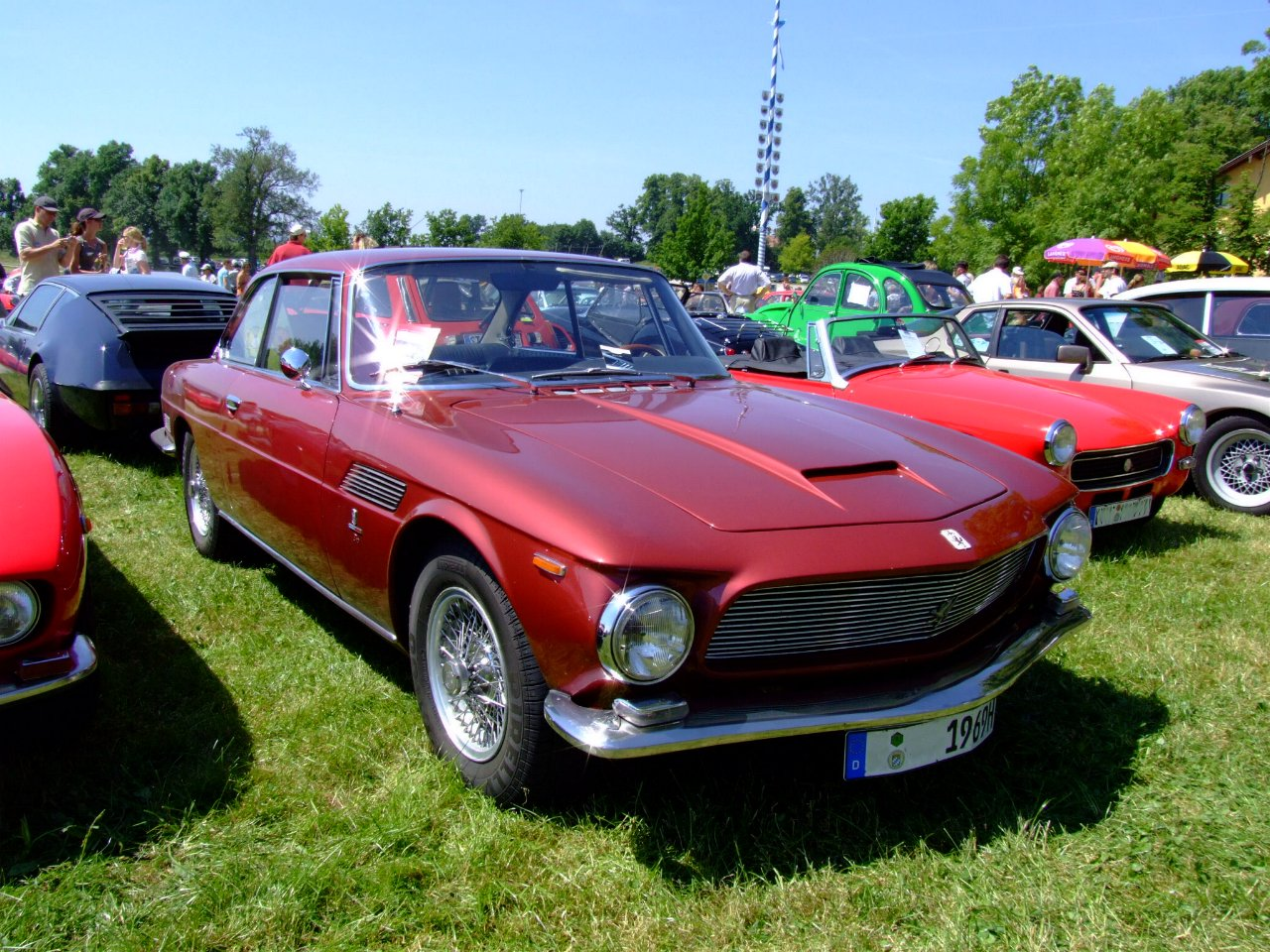
Iso Rivolta

Iso Rivolta, italiensk tillverkare av bland annat kylskåp, mopeder och lyxbilar, med säte i Bresso utanför Milano. Företaget hette fram till 1953 Isothermos.

## Historia
Familjen Rivolta tillhörde Milanos industrifamiljer och tillverkade till en början kylskåp. Efter andra världskriget började man under Renzo Rivoltas ledning att tillverka mopeder och sedermera en liten bil - Isettan. Isetta kom att licenstillverkas av BMW och blev en framgång för Rivolta men framförallt BMW som tillverkade 136 000 exemplar. 
Renzo Rivolta valde sedan att inleda en satsning på lyxbilar. Renzo Rivolta utvecklade tillsammans med bland andra Giorgetto Giugiaro Iso Rivolta IR 300 som presenterades vid Turins bilsalong 1962. Under 1960-talet skulle man lansera flera lyxbilar som blivit klassiker: 1965 kom GT-modellen Iso Grifo och 1967 den sportiga sedanen Iso Fidia. 
Renzo Rivolta avled 1966 och sonen Piero Rivolta tog över verksamheten. I början av 1970-talet fick företaget allt större problem: De små upplagorna av de exklusiva modeller blev svårsålda när den första stora oljekrisen kom 1973. 1974 gick Iso Rivolta i konkurs.

## Modeller
- Iso Rivolta Grifo
- Iso Rivolta IR 300
- Iso Rivolta Fidia
- Iso Rivolta Lele